# Patrick Schwarzenegger
Patrick Arnold Shriver Schwarzenegger (Santa Mónica, California; 18 de septiembre de 1993) es un modelo y actor estadounidense.

## Primeros años

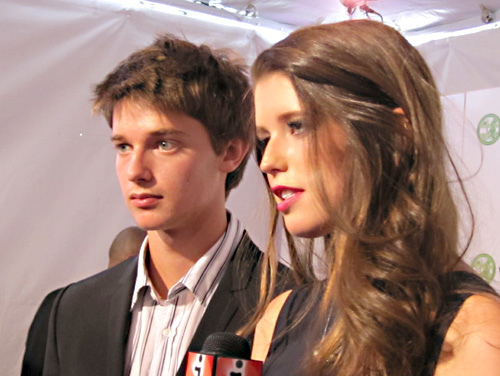
Patrick con su hermana Katherine Schwarzenegger en 2010.

Patrick Arnold Shriver Schwarzenegger nació el 18 de septiembre de 1993, en el Saint John's Hospital, en Santa Mónica, California. Es hijo del  exfisicoculturista, actor y político Arnold Schwarzenegger y la periodista, escritora y sobrina de John F. Kennedy, Maria Shriver.
Schwarzenegger tiene doble ciudadanía austríaca-estadounidense, puede hablar alemán, visita Austria regularmente y mantiene una fuerte conexión con el país natal de su padre.
Tiene dos hermanas, Katherine Eunice Schwarzenegger (1989), Christina Maria Aurelia Schwarzenegger (1991), un hermano, Christopher Sargent (1997), y un medio hermano, Joseph Baena (1997).
El 2 de junio de 2012, Patrick se graduó de la preparatoria Brentwood School, en Los Ángeles, California.

## Carrera

### Emprendedor
Project360. Esta compañía tiene una línea de ropa para jóvenes y dona el 10% de todas sus ganancias a diversas organizaciones caritativas y fundaciones como The Alzheimer's Association, Best Buddies International y The Eva Longoria Fund.

### Modelo
Patrick es representado por la agencia de L.A. Models, con planes de hacer campañas para Ralph Lauren y Armani. Ha dicho que quiere conseguir modelar en campañas de alto perfil, con la finalidad de atraer la atención hacia su empresa de ropa.
Ha modelado para la campaña de Hudson Jeans, apareciendo en un anuncio espectacular ubicado en Sunset Boulevard, California.

## Vida privada
El 13 de noviembre de 2014, los rumores de una posible relación entre Schwarzenegger y la cantante estadounidense Miley Cyrus  fueron confirmados. Patrick y Cyrus fueron vistos durante un partido de fútbol americano de la USC en el Los Angeles Memorial Coliseum, con muestras de amor, confirmando así que la joven pareja estaban juntos. En abril de 2015, deciden terminar con la relación. Desde 2015, está en una relación con la modelo Abby Champion y el 26 de diciembre del 2023, anunciaron su compromiso matrimonial.

## Filmografía

### Cine
| Año  | Película                              | Personaje        | Notas |
| ---- | ------------------------------------- | ---------------- | ----- |
| 2006 | The Benchwarmers                      | Niño en el juego |       |
| 2013 | Grown Ups 2                           | Cooper           |       |
| 2013 | Stuck in Love                         | Glen             |       |
| 2015 | Scouts Guide to the Zombie Apocalypse | Jeff             |       |
| 2015 | Dear Eleanor                          | Bud              |       |
| 2017 | Go North                              | Caleb            |       |
| 2018 | Midnight Sun                          | Charlie Reed     |       |
| 2019 | Daniel Isn't Real                     | Daniel / Luke    |       |
| 2021 | Moxie                                 | Mitchell Wilson  |       |

### Series de televisión
| Año  | Título            | Personaje                       | Notas                   |
| ---- | ----------------- | ------------------------------- | ----------------------- |
| 2015 | Scream Queens     | Thad Radwell                    | 1 episodio              |
| 2022 | The Staircase     | Todd Peterson                   | Miniserie (8 episodios) |
| 2022 | The Terminal List | Donny Mitchell                  | 3 episodios             |
| 2023 | Gen V             | Luke Riordan / Golden Boy       | Papel secundario        |
| 2024 | Secret Level      | The Kid (Episodio Armored Core) | Actor de Voz            |
| 2025 | The White Lotus 3 | Saxton Ratliff                  | Actor destacado         |

### Videos musicales
| Año  | Video       | Personaje | Intérprete    |
| ---- | ----------- | --------- | ------------- |
| 2013 | Right There | Romeo     | Ariana Grande |